# Paranotonyx
Paranotonyx is een geslacht van kreeftachtigen uit de klasse van de Malacostraca (hogere kreeftachtigen).

## Soort
- Paranotonyx curtipes Nobili, 1906